# Papowo Biskupie
Papowo Biskupie (niem. Bischöflich Papau) – wieś w Polsce położona w województwie kujawsko-pomorskim, w powiecie chełmińskim, w gminie Papowo Biskupie na brzegu Jeziora Papowskiego, niemal w centrum historycznej ziemi chełmińskiej. 

## Historia
Wcześniej wieś była znana pod nazwami Papouo (1222), Papowe (1284), Popow (1326), Papav lub Papaw (1327) i Pfaffendorf (1554). 
Najstarsza znana wzmianka o Papowie pojawiła się 5 sierpnia 1222. Dotyczy ona przekazania jej przez biskupa płockiego Gedko biskupowi Chrystianowi. W latach 1466–1505 królewszczyzna królów Polski, a następnie darowana przez króla Aleksandra Jagiellończyka biskupom chełmińskim. 
W XVII w. ośrodek klucza obejmującego wsie Chrapice, Dubielno, Falęcin, Folgowo, Kończewice, Nowy Dwór Królewski, Pluskowęsy, Sarnowo, Staw, Trzebcz Królewski i Zegartowice. Własnością kościelną miejscowość przestała być w 1773.
W latach 30. XX wieku właścicielami majątków ziemskich w Papowie Biskupim byli m.in.: Stanisław Gościniak, Jan Koliński, Bogdan Neumann, Jan Rudnicki, Jan Sadowski oraz Władysław Waligóra.
W latach 1939–1945 położona była w okręgu Rzeszy Gdańsk-Prusy Zachodnie, w rejencji bydgoskiej (Regierungsbezirk Bromberg), w powiecie Chełmno (Kreis Kulm). W latach 1939 - 1942 dotychczasową nazwą wsi było Bischöflich Papau, lecz po przeprowadzonej zamianie nazw miejscowości w Okręgu Rzeszy Gdańsk-Prusy Zachodnie, w latach 1942 - 1945 nazywała się Kulmischpfaffendorf.
W latach 1954–1972 wieś była siedzibą władz gromady Papowo Biskupie.
W latach 1975–1998 miejscowość administracyjnie należała do województwa toruńskiego. Jest wsią sołecką, w skład której wchodzą także miejscowości Falęcin i Kucborek oraz siedzibą władz gminy Papowo Biskupie. 

### Czasy współczesne
| SIMC    | Nazwa       | Rodzaj    |
| ------- | ----------- | --------- |
| 0848138 | Wybudowanie | część wsi |

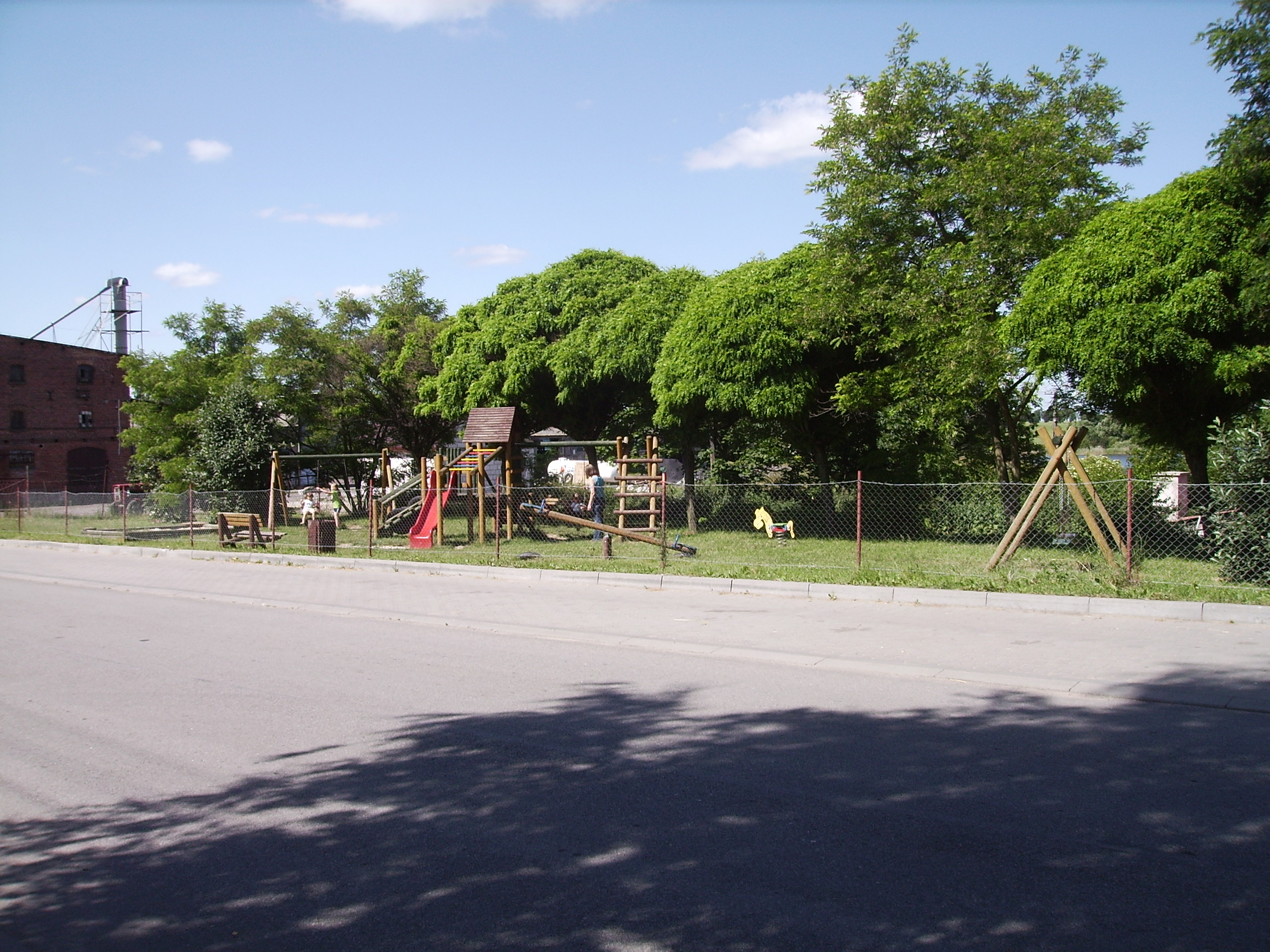
Plac zabaw w Papowie

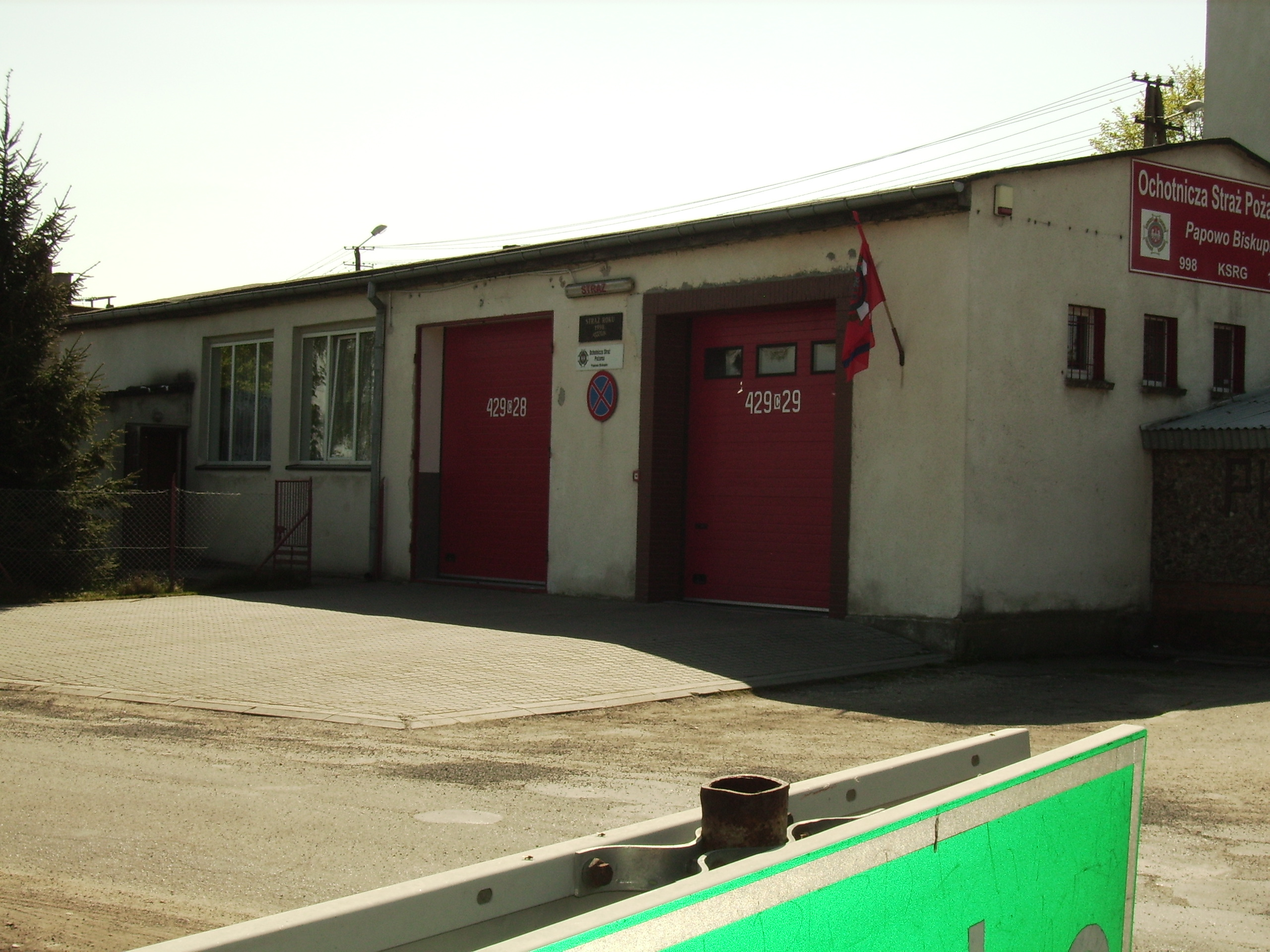
Remiza OSP w Papowie

W latach 1986–1991 w Papowie budowano pawilon handlowy. W 1991 oddano do użytku drogę łączącą Papowo Biskupie z Bielczynami (przez Kucborek) oraz 2,4 km wodociągu (10 przyłączy). W 1993 roku wybudowano dywanik asfaltowy o długości 150 m do nowego młyna w Papowie Biskupim. W 1995 roku rozbudowano hydrofornię oraz wybudowano sieć wodociągową. W 1999 roku wybudowano boisko sportowe, salę gimnastyczną, wymieniono kotłownię na olejową w gimnazjum oraz wyremontowano dach w ośrodku zdrowia. Rok później oddano do użytku pierwszej w gminie pełnowymiarową salę gimnastyczną. W 2000 roku rozpoczęto kanalizację i modernizacje odcinka wodociągu w Papowie Biskupim. Rok później rozbudowano kanalizację sanitarną oraz wybudowano chodnik w głównej części wsi. W 2002 roku Papowo Biskupie wykupiło działki od Wiejskiej Spółdzielni Handlowo-Produkcyjnej (obecnie znajduje się tam plac zabaw). W 2005 roku rozpoczęto remont drogi Papowo Biskupie-Falęcin o długości 914 m, wymieniono część oświetlenia ulicznego oraz wybudowano nowe chodniki i zatoki postojowe. W 2006 roku wybudowano parking, plac zabaw i drogę Papowo Biskupie-Żygląd. W latach 2006–2007 budowano drogę Papowo Biskupie-Storlus oraz wymieniono kolejną część lamp ulicznych. Dzięki wsparciu powiatu w 2006 roku wyremontowano drogę Papowo Biskupie-Staw. W 2008 roku wymieniono zaplecze kuchenne w Gminnym Ośrodku Kultury oraz wyremontowano drogę Papowo Biskupie-Falęcin. W 2009 roku rozpoczęto II etap remontu drogi Papowo Biskupie-Żygląd, placu postojowego przy kościele wraz z dojazdami, budowę kanału tłocznego ścieków Wrocławki-Papowo Biskupie, ogrodzenie boiska, budowy sieci kanalizacyjnej i ciśnieniowej. W 2010 roku zakończono budowę sieci ciśnieniowej, zmodernizowano ujęcia wody oraz wyremontowano drogę przy ośrodku zdrowia. W 2011 roku wyremontowano remizę OSP. W 2012 roku wybudowano trybuny na boisku szkolnym. W 2013 roku wyremontowano świetlicę przy OSP, drogę Papowo Biskupie-Falęcin oraz wyposażono kuchnię Gminnego Ośrodka Kultury.

## Zabytki

### Kościół

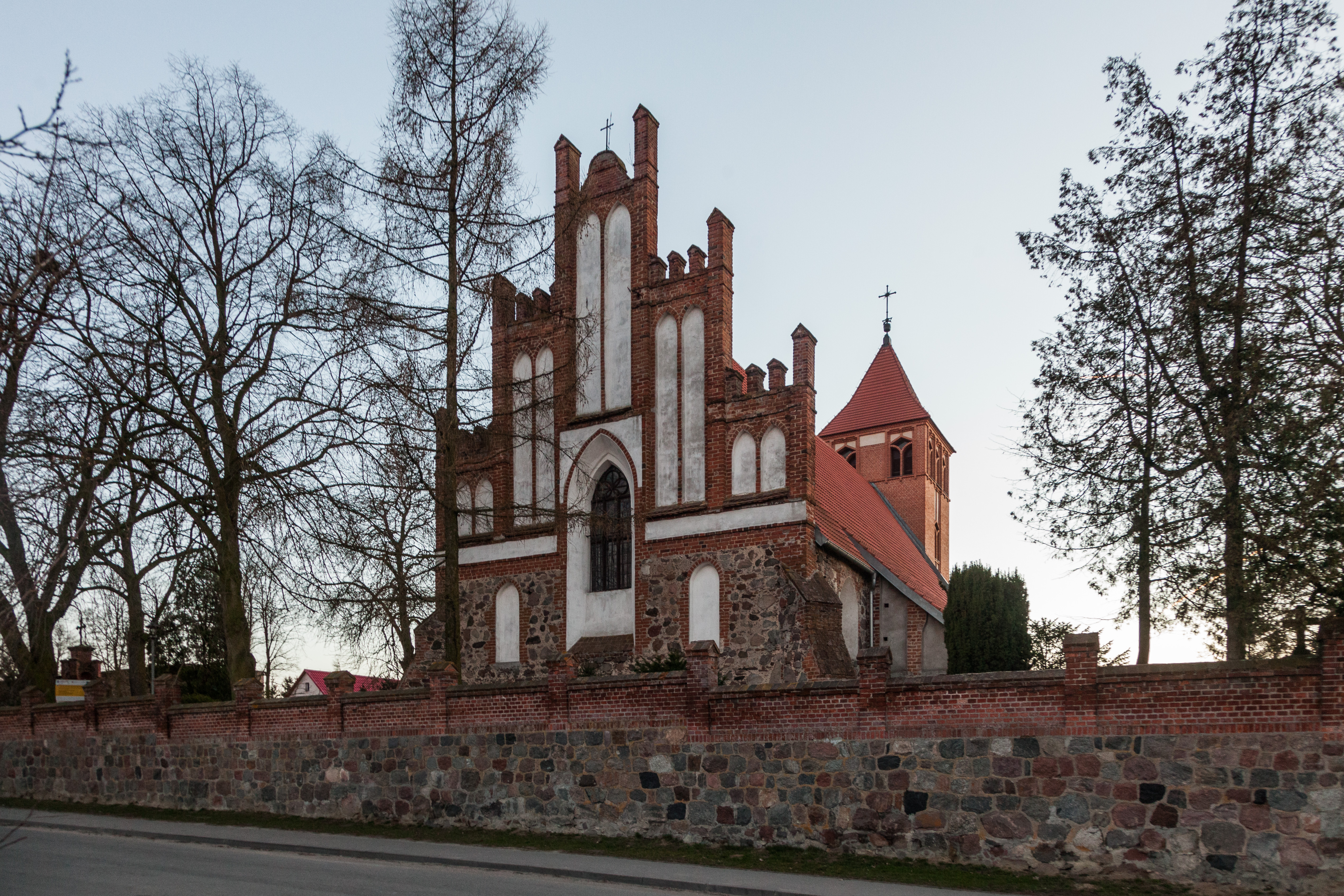
Kościół św. Mikołaja w Papowie Biskupim

Zbudowany pod koniec XIV wieku. W roku 1768 została dobudowana kaplica św. Huberta, która ufundował Jakub Zalewski, właściciel Zakrzewa. W tym czasie powstała też być może dolna część wieży. Górna część została dobudowana w 1841 roku. Kościół był remontowany w roku 2005 (dzwonnica), 2007 (elektronika) oraz w latach 2008–2009 (organy kościelne). Obiekt wpisany na listę rejestru zabytków (nr rej: A/106 z 13.04.1937).

### Zamek krzyżacki
Zamek krzyżacki zbudowany w latach 1280–1300, obecnie w ruinie. Zamek był wybudowany z głazów narzutowych oraz granitu. Obiekt wpisany na listę rejestru zabytków (nr rej: A/106 z 13.04.1937).

### Park dworski
Zbudowany pod koniec XIX w., obecnie w rękach prywatnych. Położony na końcu wsi przy drodze na Dubielno. Obiekt wpisany na listę rejestru zabytków (nr rej: 477 z 17.06.1985).
Szlaki piesze:
- „Szlak zamków i miejsc martyrologii” o długości 38 km. Przebieg: Chełmno - Klamry - Rybieniec - Stolno - Małe Czyste - Wielkie Czyste - Storlus - Papowo Biskupie - Wrocławki - Dubielno - Lipienek - Kornatowo[22].
- „Szlak Chełmińskie osty” o długości 10 km. Przebieg: Chełmża - Bielczyny - Kucborek - Papowo Biskupie[23].

## Demografia
| Rok                  | Liczba ludności |
| -------------------- | --------------- |
| 1773 (pierwszy spis) | 291             |
| 1864                 | 494             |
| 1885                 | 427             |
| 1910                 | 519             |
| 1945                 | 568             |

## Transport
W odległości 2 km na zachód od centrum wsi przebiega droga krajowa nr 91 łącząca Gdańsk z Łodzią, natomiast od strony wschodniej w odległości 4 km przebiega niezelektryfikowana linia kolejowa łącząca Toruń z Malborkiem ze stacją we Wrocławkach.

## Oświata i kultura

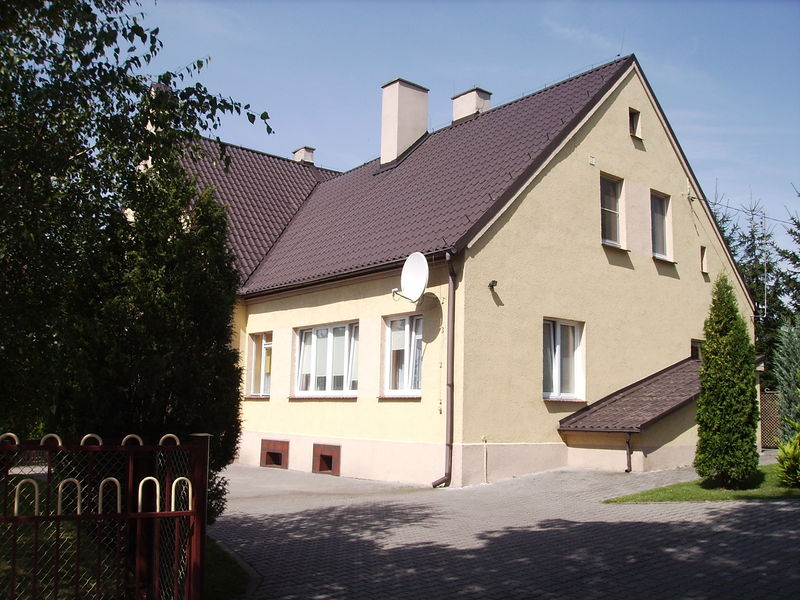
Budynek dawnej szkoły w Papowie

W Papowie Biskupim znajduje się biblioteka i gimnazjum (wybudowane w 1968 r.). W bibliotece znajduje się 18 964 woluminów, w tym 5205 dla dzieci i młodzieży, 7922 dla dorosłych oraz 5767 książek literatury niebeletrystycznej. Biblioteka dostała w 2004 dofinansowanie od Ministerstwa Nauki i Informatyzacji RP na możliwość korzystania z internetowej bazy danych. Początki oświaty we wsi datuje się na XVII wiek. W 1647 powstała tu pierwsza szkoła z jednym nauczycielem.
W Papowie Biskupim znajduje się również jednostka Ochotniczej Straży Pożarnej. Według przekazów założył ją w 1928 roku Jan Frąckiewicz. W 1963 roku wybudowany został aktualnie użytkowany budynek straży. W połowie lat 80. przebudowano część garażową remizy na dodatkowy pojazd. W 1995 roku papowska jednostka została włączona do krajowego systemu ratowniczo-gaśniczego (KRSG).

## Przyroda
Na terenie wsi położone jest Jezioro Papowskie o powierzchni 35 ha. W parku koło pałacu i przy ruinach zamku rosną dwa dęby będące pomnikami przyrody.

## Sport
W Papowie Biskupim istnieje drużyna piłkarska, która nazywa się LKS Kasztelan. Drużyna ta występuje obecne w V lidze (A klasa) podokręgu toruńskim.